# Charles-Joseph van Helmont
Pour les articles homonymes, voir Van Helmont.
Carolus-Josephus van Helmont, (en français : Charles-Joseph van Helmont ; en néerlandais : Karel-Jozef van Helmont), bourgeois de Bruxelles est un compositeur, claveciniste et organiste belge né à Bruxelles, le 19 mars 1715 et décédé dans sa ville natale le 8 juin 1790.

## Biographie
D'abord élève de Hercule-Pierre Brehy (1673-1737) dans la collégiale de Sainte-Gudule, Charles-Joseph van Helmont suivit à l'âge de dix-huit ans les leçons de l'organiste Josse Boutmy.  Après avoir commencé sa carrière en 1737, comme directeur de la musique de l'église Notre-Dame de la Chapelle et de la Chapelle royale, il devint organiste et maître de chapelle de la collégiale de Sainte-Gudule en 1741 où, durant trente-six ans, il s'occupa des chœurs et des concerts sacrés.
On connaît de lui, entre autres, un opéra néerlandais dans le style italien, Griseldis, représenté par la chambre de rhétorique Suyver Leliebloem en 1736. Le sujet est sans doute emprunté à l'opéra Griselda (1721) de Scarlatti, traduit et doté d'une musique composée par Van Helmont.
Sans être un musicien de renommée internationale, il est devenu grâce à son métier et son talent une personnalité bruxelloise de premier plan.

## Famille
Son arrière-grand-père Henri van Helmont était le frère de Jean-Baptiste van Helmont, médecin, alchimiste et hermétiste fameux.

### Son fils Adrien-Joseph van Helmont (1747-1830)
Son fils Adrien-Joseph van Helmont, dont il avait assuré la formation, fut également un musicien notoire et notable dans la ville de Bruxelles et il succéda aux fonctions de son père à Sainte-Gudule en 1777. Adrien-Joseph van Helmont, était membre de la Franc-Maçonnerie ; son nom figure au tableau de la Loge bruxelloise La Constance, ou La Constance de l'Union, (loge no 15).

## Œuvres
En sus de l'opéra Griseldis (1736), Charles-Joseph van Helmont a composé de la musique sacrée et profane, dont un cycle de Leçons de Ténèbres (1723, révisé en 1756) ou la Missa Sanctæ Gudilæ (1745).
Il a également publié un livre de Pièces de clavecin Œuvre premier, comportant deux suites de six pièces chacune, à Bruxelles en 1737. On lui doit aussi six fugues pour orgue.
La bibliothèque du Conservatoire royal de Bruxelles conserve plus de 500 manuscrits du compositeur.